# 戈兰·菲奥伦蒂尼
戈兰·菲奥伦蒂尼（義大利語：Goran Fiorentini，1981年11月21日—），意大利男子水球运动员。他曾代表意大利国家队参加2004年夏季奥林匹克运动会水球比赛，结果获得第八名。